# Dobruška und Opočno
Die Herren von Dobruška und Opočno (tschechisch Páni z Dobrušky a Opočna) waren ein böhmisches Adelsgeschlecht, deren Mitglieder sich zunächst mit dem Prädikat „von Dobruška“ und nach 1374 mit dem Prädikat „von Opočno“ bezeichneten. Ihre Besitzungen lagen überwiegend im altböhmischen Königgrätzer Kreis in Ostböhmen (heute Královéhradecký kraj in Tschechien). Namensgebend waren die Städtchen Dobruška und Opočno, die im Vorland des Adlergebirges liegen.

## Geschichte
Die späteren Herren von Dobruška besaßen vermutlich die Burg Kostomlaty an der Elbe. Das erste namentlich bekannte Mitglied der Familie war Mutina von Kostomlaty (* um 1234), dessen Prädikat von Dobruška ab dem Jahr 1284 belegt ist. Dieser Mutina von Dobruška verlagerte seinen Wirkungskreis in den 1270/80er Jahren nach Ostböhmen, wo er sich Verdienste um die Kolonisierung des Adlergebirgs-Vorlandes erwarb. Da er dort nach der Dalimil-Chronik u. a. die Burg in Skuhrov errichtet hat, wird er auch als „Mutina von Skuchrow“ (Mutina Skuhrovský) bezeichnet. Die Heirat seiner Tochter Elisabeth/Eliška mit dem südböhmischen Adligen Heinrich I. von Rosenberg um 1285 brachte ihn in Verbindung mit dem mächtigen Adelsgeschlecht der Witigonen.
Mutinas Söhne, die die Prädikate von Kostomlaty bzw. von Skuhrow nicht mehr benutzten, unterstützten den böhmischen König Johann von Luxemburg und führten die von ihrem Vater begonnene Kolonisierung fort. Mit Johann/Jan von Dobruška (Johannes de Dobrusca † 1332) erfolgte 1312 erstmals die Nennung des gleichnamigen Städtchens, dem sein Bruder Mutina († 1332) 1320 das Braurecht bestätigte und die Untergebenen vom Frondienst befreite.
Der eigentliche Aufstieg des Geschlechts begann um die Mitte des 14. Jahrhunderts, als es Mutinas Sohn Sezema von Dobruška († 1373) gelang, die bis dahin landesherrliche Feste Opočno mit der Stadt und Herrschaft Opočno zu erwerben. Für das Jahr 1361 ist er als Besitzer von Tinischt sowie von Bohuslavice belegt. Am 26. Mai 1364 erteilte er Dobruška das Magdeburger Recht. Er war mit Elisabeth Smiřický von Smiřice verheiratet und baute die Opočner Feste zu einer Burg um, auf der er mit seiner Familie residierte. Er starb 1373 und wurde in der Familiengruft in der St.-Wenzels-Kirche in Dobruška beigesetzt. Er hinterließ die Söhne Stephan/Štěpán, Johann/Jan und Jaroslaw/Jaroslav sowie die Tochter Sophie/Žofie (Ofka). Sie benutzten ab 1374 nur noch das Prädikat „von Opočno“ (z Opočna) und vereinbarten spätestens Ende der 1370er Jahre die Teilung der ererbten Besitzungen. Der drittgeborene Bruder Johann/Jan erhielt die Burg Frymburk mit den umliegenden Dörfern sowie eine Hälfte von Dobruška. Er wird zur Unterscheidung von seinem gleichnamigen Neffen auch als Johann d. Ä. bzw. Johann von Frymburk (Jan starší bzw. Jan z Frymburku) bezeichnet. Der mittlere Bruder Jaroslaw erhielt die ursprüngliche Familienfeste Dobrzan sowie die zweite Hälfte von Dobruška. Der älteste Bruder Stephan erhielt Burg und Herrschaft Opočno mit dem gleichnamigen Städtchen.
Obwohl Stephan seinen Besitz in den 1390er Jahren wegen Überschuldung verkaufen musste, gelang es ihm, eine bedeutende Stellung am Hof des böhmischen und Römisch-deutschen Königs Wenzel zu erlangen, von dem er pfandweise die im Eisengebirge gelegenen königlichen Burgen Lichtemburg und Žleby erhielt. Zudem erwarb er von Ulrich von Sternberg (Oldřich ze Šternberka) Chlumetz, wo er mit dem Bau einer Feste begann. 1396 ernannte ihn König Wenzel zum Landeshauptmann des Erbfürstentums Breslau. Am 4. Juni 1397 verkaufte er Chlumetz seinem Schwager Otto von Bergow. Wegen Beschuldigung eines Verrats wurde er nur eine Woche später, am 11. Juni 1397, zusammen mit den königlichen Räten Stefan Poduška von Martinitz, Burkhard Strnad von Janowitz und dem Prior des Johanniterordens Marquard von Strakonitz vom Troppau-Ratiborer Herzog Johann II. auf der Burg Karlstein ermordet. Vermutlich deshalb benutzten Stephans Brüder Johann/Jan und Jaroslaw, dem es trotzdem gelang, eine hohe Stellung am königlichen Hof zu bekleiden, eine Zeitlang wieder das Prädikat „von Dobruška“.
Stephans einziger Sohn Johann Městecký von Opočno, der in der Literatur häufig mit seinem Onkel Johann/Jan d. Ä. verwechselt wird, stand zunächst unter der Vormundschaft seines Onkels Jaroslaw. Johann d. J. (Johann Městecký) wandte sich dem Kriegshandwerk zu und kämpfte in den Hussitenkriegen auf Seiten des katholischen Adels, unterwarf sich jedoch 1421 und 1430 den Hussiten. Mit seinem Tod erlosch das Geschlecht Herren von Dobruška und Opočno im Jahre 1432.

## Stammliste Herren von Dobruška und Opočno
1. Sezema von Kostomlaty (belegt 1223–1265)
2. Mutina von Kostomlaty; auch Mutina von Skuchrow/Mutina Skuhrovský, Mutina von Dobruška (belegt 1279–1290)
  1. Čeněk von Dobruška (Prädikat belegt 1312)
  2. Sezema von Dobruška (Prädikat belegt 1317)
  3. Johann/Jan († 1332)
  4. Mutina von Dobruška († 1332)
    1. unsicher: Jitka († vor 1383)
    2. unsicher: Kunka († vor 1383)
    3. Sezema von Dobruška († 1373); ⚭ mit Elisabeth/Eliška Smiřický von Smiřice
      1. Stephan/Štěpán von Opočno († 1397); ⚭ mit Katharina von Bergow (Kačna z Bergova)
        1. Johann Městecký von Opočno (auch Johann d. J./Jan mladší) mit seinem Tod 1432 erlosch das Geschlecht der Herren von Dobruška und Opočno

      2. Johann d. Ä., auch Johann von Frymburk (Jan starší; Jan Frymburský † vor 1430)
      3. Jaroslaw, ⚭ mit Anna von Choustník († vor 1410)

  5. Elisabeth/Eliška von Dobruška († 1310); ⚭ mit Heinrich I. von Rosenberg